# Liechtensteiner-Cup 2013-2014
La Liechtensteiner-Cup 2013-2014 è stata la 69ª edizione della coppa nazionale del Liechtenstein disputata tra il 20 agosto 2013 (con gli incontri del primo turno preliminare) e il 1º maggio 2014 e conclusa con la vittoria del Vaduz, al suo quarantaduesimo titolo e secondo consecutivo.

## Formula
Alla competizione, che si svolse ad eliminazione diretta con partita unica, parteciparono le sette squadre del principato che potevano iscrivere anche più di un team.

## Primo turno preliminare
| Squadra 1         | Risultato | Squadra 2        |
| ----------------- | --------- | ---------------- |
| 20 agosto 2013    |           |                  |
| Balzers III       | 2 - 1     | Eschen/Mauren II |
| Eschen/Mauren III | 5 - 2     | Vaduz III        |
| 21 agosto 2013    |           |                  |
| Ruggell II        | 0 - 2     | Triesen II       |
| Triesenberg II    | 2 - 4     | Schaan Azzurri   |
| Schaan II         | 0 - 4     | Triesen          |
| 28 agosto 2013    |           |                  |
| Balzers II        | 2 - 0     | Vaduz U23        |

## Secondo turno preliminare
| Squadra 1         | Risultato   | Squadra 2      |
| ----------------- | ----------- | -------------- |
| 1º ottobre 2013   |             |                |
| Balzers III       | 2 - 3       | Schaan Azzurri |
| 2 ottobre 2013    |             |                |
| Triesen           | 1 - 2 (dts) | Ruggell        |
| Balzers II        | 0 - 3       | Schaan         |
| Eschen/Mauren III | 4 - 3       | Triesen II     |

## Quarti di finale
| Squadra 1         | Risultato | Squadra 2      |
| ----------------- | --------- | -------------- |
| 29 ottobre 2013   |           |                |
| Eschen/Mauren III | 0 - 1     | Schaan Azzurri |
| 30 ottobre 2013   |           |                |
| Schaan            | 0 - 6     | Vaduz          |
| 5 novembre 2013   |           |                |
| Eschen/Mauren     | 4 - 1     | Balzers        |
| 6 novembre 2013   |           |                |
| Ruggell           | 2 - 1     | Triesenberg    |

## Semifinali
| Squadra 1      | Risultato | Squadra 2     |
| -------------- | --------- | ------------- |
| 8 aprile 2014  |           |               |
| Schaan Azzurri | 0 - 5     | Eschen/Mauren |
| Ruggell        | 0 - 8     | Vaduz         |

## Finale
| Arbitro: | San Fedayi |

|                                                                      |           |  |
| Schürpf 35’ Hasler 43’ Abegglen 60’ 68’ Cecchini 80’ Kwang-Ryong 83’ | Marcatori |  |

## Tabellone (dai quarti)
|  | Quarti di finale  | Quarti di finale  | Quarti di finale |               |                | Semifinali     | Semifinali | Semifinali |  |  | Finale | Finale | Finale |  |
|  |                   |                   |                  |               |                |                |            |            |  |  |        |        |        |  |
|  | Ruggell           | Ruggell           | 2                |               |                |                |            |            |  |  |        |        |        |  |
|  | Ruggell           | Ruggell           | 2                |               |                |                |            |            |  |  |        |        |        |  |
|  | Triesenberg       | Triesenberg       | 1                |               |                |                |            |            |  |  |        |        |        |  |
|  | Triesenberg       | Triesenberg       | 1                |               | Ruggell        | Ruggell        | 0          |            |  |  |        |        |        |  |
|  |                   |                   |                  |               | Ruggell        | Ruggell        | 0          |            |  |  |        |        |        |  |
|  |                   |                   | Vaduz            | Vaduz         | 8              |                |            |            |  |  |        |        |        |  |
|  | Schaan            | Schaan            | Vaduz            | Vaduz         | 8              | 0              |            |            |  |  |        |        |        |  |
|  | Schaan            | Schaan            |                  |               |                |                |            |            |  |  |        |        |        |  |
|  | Vaduz             | Vaduz             | 6                |               |                |                |            |            |  |  |        |        |        |  |
|  | Vaduz             | Vaduz             | 6                |               | Vaduz          | Vaduz          | 6          |            |  |  |        |        |        |  |
|  |                   |                   |                  |               |                |                |            |            |  |  |        |        |        |  |
|  |                   |                   | Eschen/Mauren    | Eschen/Mauren | 0              |                |            |            |  |  |        |        |        |  |
|  | Eschen/Mauren III | Eschen/Mauren III | Eschen/Mauren    | Eschen/Mauren | 0              | 0              |            |            |  |  |        |        |        |  |
|  | Eschen/Mauren III | Eschen/Mauren III |                  |               |                |                |            |            |  |  |        |        |        |  |
|  | Schaan Azzurri    | Schaan Azzurri    | 1                |               |                |                |            |            |  |  |        |        |        |  |
|  | Schaan Azzurri    | Schaan Azzurri    | 1                |               | Schaan Azzurri | Schaan Azzurri | 0          |            |  |  |        |        |        |  |
|  |                   |                   |                  |               | Schaan Azzurri | Schaan Azzurri | 0          |            |  |  |        |        |        |  |
|  |                   |                   | Eschen/Mauren    | Eschen/Mauren | 5              |                |            |            |  |  |        |        |        |  |
|  | Eschen/Mauren     | Eschen/Mauren     | Eschen/Mauren    | Eschen/Mauren | 5              | 4              |            |            |  |  |        |        |        |  |
|  | Eschen/Mauren     | Eschen/Mauren     |                  |               |                |                |            |            |  |  |        |        |        |  |
|  | Balzers           | Balzers           | 1                |               |                |                |            |            |  |  |        |        |        |  |